# NG (影視用語)
NG是指電影或電視節目製作過程中，演員或劇組工作人員不慎出了差錯、表現不夠理想（通常由導演判斷）而需再執行一次的鏡頭，通常在最後成為從正片中刪減的鏡頭。該詞也可用來表示在廣播放送、電視或新聞現場直播時發生的失誤，例如口誤、吃螺絲或其他技術失誤。
NG片段常常成為電視節目的題材，也不時會被收錄至一部電影的幕後花絮之中，甚至製作為片尾的彩蛋重新呈現給觀眾；例如成龍和畢·雷諾斯等電影人，都因為在片尾置入NG鏡頭而聞名。這樣做的目的通常是提供觀眾在劇情本身之外的娛樂效果，或是使之略為了解一些平常不易見到的拍攝過程。 
此外，如棒球選手等運動員，在運動或比賽中犯下的錯誤，也會稱作NG。

## 名稱起源
NG一般為亞洲國家的慣用法（尤其在日語及中文使用區域），由的字首簡稱而來。在英語中，稱NG片段為、等，其中一詞是隨著誕生於1950年代、收錄了許多廣播電視節目現場NG的系列專輯《原諒我NG》（Pardon My Blooper）而開始風行起來的，解說員在專輯中對這種情況下的定義則是「在麥克風或攝影機前無意犯下的不慎失誤」。

## 具體情形
NG片段大部分是出自意外，但也常有幽默的效果。當演員需要記下大量台詞、或是讓連續的動作能快速地一次到位，都可能會發生錯誤。類似的道理發生在新聞播報員上，他們報導時只有極短的時間來向觀眾傳遞大量訊息，而容易念錯人名或地名的發音，或在不熟悉、甚至不自覺的情況下發生謬誤。
以下是NG片段中常見的情形：
- 在演出中忍俊不禁（笑場（英语：corpsing））
- 無法控制的意外（如道具、攝影設備的倒下或摔落、現場收音有突發狀況等）
- 忘詞
- 故意破壞同場演員的演出（以製造笑料、降低演員緊張感）
- 演員表演不夠理想或待調整修正
- 鏡頭運動不順暢（如zoom out速度及效果不如預期、攝影機移動與演員走位配合不上等）

若是NG在劇情較為緊繃或沉重的橋段發生時，常會引發更為強烈的反應，有些演員會因此惱怒，但也可能反而因為這類的突發事件，而使現場氣氛紓緩。

## 實例
許多電影都以片尾收錄的NG鏡頭當作賣點之一，例如成龍的電影大量運用了包含失敗特技、台詞講錯及其他意外的NG鏡頭。他這樣的安排是受到了畢·雷諾斯在1980年代初的一些經典電影（尤其是《上天下地大追擊》及《炮彈飛車》）所啟發，因為在這些作品中同樣包含了片尾NG。除了成龍的作品之外，2004年電影的片末NG鏡頭也仿造了《上天下地大追擊》的手法，以表達致敬。
早期的動畫長片中，亦有在片末加入NG鏡頭的傳統，然而這些片段純粹是為了幽默和娛樂觀眾而刻意安排好的作品，因為電腦動畫不可能會像實際中的演員或劇組那樣有現場出錯的情形發生。較早期的長片《玩具總動員2》和《蟲蟲危機》都是例子，後者甚至還曾經在補加了更多NG鏡頭後，又回大螢幕重新上映了一輪。2001年的動畫片沿用了同樣的手法，加入電腦創造的「NG」。然而夢工廠動畫及其續集的片尾NG鏡頭，卻真實加入了在動畫製作時，由於系統內的技術失誤而造成的崩壞畫面。

## 延伸用法
NG的意義除了拍片過程時的明顯失誤外，還可以擴大到製片過程中導演、編劇或監製人都沒察覺，但在影片殺青、上映後才被觀眾發現的穿幫漏洞。常見的例子是片中的背景裡出現了與劇情設定年代不符的器物或環境元素（例如西部片中出現21世紀的汽車）、或是古裝劇演員露出身上忘了取下的現代化配件（例如手表或高跟鞋），更廣義的範圍還包括了更換場景後，道具卻沒跟著變動的情形等。但嚴格來說，這種「穿幫」並不是在拍攝過程或現場直播時發生的，因此不被歸類在狹義的「NG」裡面 。網路電影資料庫在網頁上使用作為穿幫一詞的英語名稱。
2013年中國電影《愛情不NG》使用了「NG」融入片名，並以該詞形容戀人間的種種誤會。在美國，美軍士兵有時將NG的英文「blooper」作為M79榴彈發射器的暱稱，因為其開火射擊時的獨特聲響相當突兀。